# Thomas Creppy
Thomas Creppy (Etterbeek, 17 april 1990) is een Belgisch basketballer.

## Carrière
Creppy speelde in de jeugd van Royal UAAE Basket, United Basket Woluwe, Spirou Charleroi, BC Gistel-Oostende en Verviers-Pepinster. Hij maakte in 2009/10 zijn debuut op het hoogste niveau en speelde dat seizoen 16 wedstrijden. In 2010 maakte hij de overstap naar de Leuven Bears waar hij drie seizoenen speelde. Hij speelde weinig en maakte in 2013 de overstap naar de Franse vierdeklasser ASM Basket Le Puy. Na een seizoen maakte hij de overstap naar US Aubenas Basket waar hij ook een seizoen speelde.
In 2015 keerde hij terug naar België en ging spelen voor Royal IV Brussels en waar hij twee seizoen bleef. In 2017 maakte hij opnieuw de overstap naar het profbasketbal bij Kangoeroes Mechelen waar hij twee seizoenen speelde. In 2019 tekende hij een contract bij Spirou Charleroi voor een seizoen. In 2020 tekende hij een contract bij de Franse derdeklasser Stade Rochelais. In 2021 verliet hij het profbasketbal en tekende bij Royal IV Brussels waar hij eerder ook al speelde. In 2022 tekende hij bij Bavi Vilvoorde.
Voor het seizoen 2025/26 werd hij een trainer bij Brussels Basketball.